# Brachydiastylis
Brachydiastylis är ett släkte av kräftdjur som beskrevs av Stebbing 1912. Brachydiastylis ingår i familjen Diastylidae.
Kladogram enligt Catalogue of Life och Dyntaxa:
| Brachydiastylis | \| \| Brachydiastylis hexaceros \| \| \| \| \| \| Brachydiastylis nimia \| \| \| \| \| \| Brachydiastylis resima \| \| \| \| |
|                 | \| \| Brachydiastylis hexaceros \| \| \| \| \| \| Brachydiastylis nimia \| \| \| \| \| \| Brachydiastylis resima \| \| \| \| |
|                 | Anchicolurus |
|                 | |
|                 | Anchistylis |
|                 | |
|                 | Atlantistylis |
|                 | |
|                 | Colurostylis |
|                 | |
|                 | Diastylis |
|                 | |
|                 | Diastyloides |
|                 | |
|                 | Diastylopsis |
|                 | |
|                 | Dic |
|                 | |
|                 | Dimorphostylis |
|                 | |
|                 | Ekleptostylis |
|                 | |
|                 | Ektonodiastylis |
|                 | |
|                 | Geyserius |
|                 | |
|                 | Holostylis |
|                 | |
|                 | Leptostylis |
|                 | |
|                 | Leptostyloides |
|                 | |
|                 | Makrokylindrus |
|                 | |
|                 | Oxyurostylis |
|                 | |
|                 | Pachystylis |
|                 | |
|                 | Paradiastylis |
|                 | |
|                 | Paraleptostylis |
|                 | |
|                 | Vemakylindrus |
|                 | |
|                 | Brachydiastylis hexaceros |
|                 | |
|                 | Brachydiastylis nimia |
|                 | |
|                 | Brachydiastylis resima |
|                 | |

|  | Brachydiastylis hexaceros |
|  |                           |
|  | Brachydiastylis nimia     |
|  |                           |
|  | Brachydiastylis resima    |
|  |                           |

## Bildgalleri

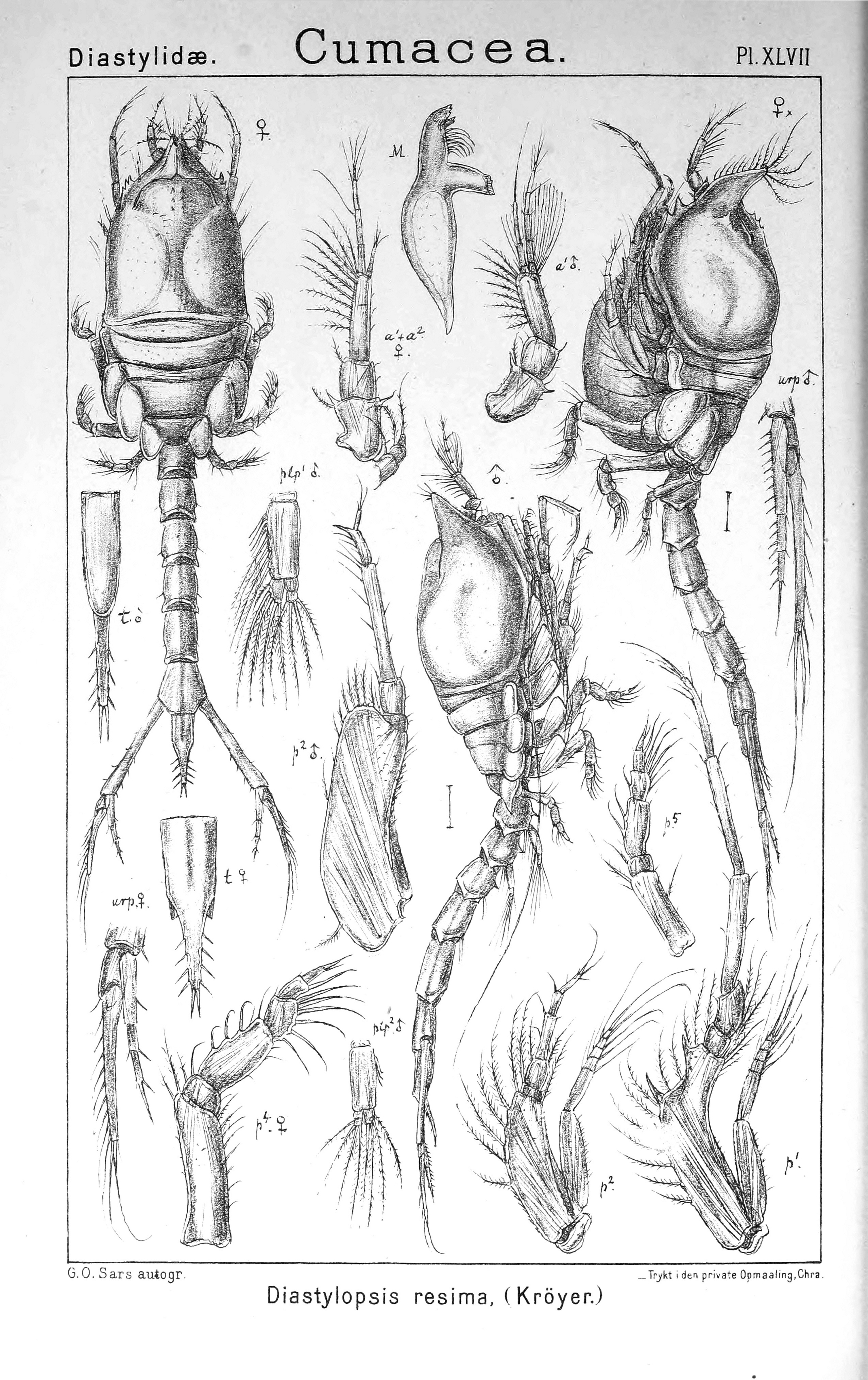